# Epinephelus perplexus
Epinephelus perplexus és una espècie de peix de la família dels serrànids i de l'ordre dels perciformes.

## Morfologia
Els mascles poden assolir els 46,5 cm de longitud total.

## Distribució geogràfica
Es troba a Queensland (Austràlia).